# Nationalisme géorgien
Le nationalisme géorgien (en géorgien : ქართული ნაციონალიზმი) est une idéologie nationaliste qui promeut l'identité nationale géorgienne, la langue et la culture géorgiennes.

## Histoire

### Débuts
Le nationalisme géorgien moderne a émergé au milieu du XIXe siècle en réaction à l'annexion par la Russie de forces politiques géorgiennes fragmentées, qui a mis fin à leur indépendance précaire, mais a apporté aux Géorgiens une unité sous une autorité unique, une paix et une stabilité relatives. Les premiers à inspirer le renouveau national furent les poètes aristocratiques, dont les écrits romantiques étaient imprégnés de lamentations patriotiques. Après une série de tentatives infructueuses de révolte, en particulier après l'échec du complot de 1832, les élites géorgiennes se sont réconciliées avec le pouvoir russe, tandis que leurs appels au réveil national ont été renversés par des promotions culturels. Dans les années 1860, la nouvelle génération d'intellectuels géorgiens, formés dans les universités russes et exposés aux idées européennes, promeut la culture nationale contre l'assimilation par le centre impérial. Mené par des littérates comme Ilia Tchavtchavadzé, leur programme a atteint une dimension plus nationaliste à mesure que la noblesse déclinait et que le capitalisme progressait, stimulé par la domination de la bureaucratie russe et la domination économique et démographique de la classe moyenne arménienne dans la capitale Tbilissi. Tchavtchavadzé et ses associés appellent à l'unité de tous les Géorgiens et placent les intérêts nationaux au-dessus des divisions de classe et de province. Leur position n'envisageait pas une véritable révolte pour l'indépendance, mais exigeait l'autonomie au sein d'un Empire russe réformé, avec une plus grande liberté culturelle, la promotion de la langue géorgienne et le soutien aux établissements d'enseignement géorgiens et à l'Église nationale, dont l'indépendance avait été réprimée par le gouvernement russe.

Drapeau de la république démocratique de Géorgie.

Malgré leur défense de la culture nationale et des griefs démographiques sur la domination russe et arménienne dans les centres urbains de Géorgie, le programme des premiers nationalistes géorgiens était inclusif et privilégiait une approche non conflictuelle des questions interethniques. Certains d'entre eux, comme Niko Nikoladzé, envisageaient la création d'une fédération libre, décentralisée et autonome des peuples caucasiens, fondée sur le principe de la représentation ethnique proportionnelle.
L'idée d'une fédération caucasienne au sein de l'État russe réformé a également été exprimée par les idéologues de la social-démocratie géorgienne, qui ont dominé le paysage politique géorgien à la fin du XIXe siècle. Au départ, les sociaux-démocrates géorgiens s'opposaient au nationalisme et le considéraient comme une idéologie rivale, mais ils restaient partisans de l'autodétermination. D'après l'historien Stephen F. Jones, « c'était le socialisme aux couleurs géorgiennes avec la priorité donnée à la défense de la culture nationale ». Les social-démocrates géorgiens étaient très actifs dans le mouvement socialiste pan-russe et, après sa scission en 1905, ils se rangèrent du côté de la faction des mencheviks, adhérant aux idées relativement libérales de leurs collègues d'Europe occidentale.

Drapeau de la Géorgie.

### Première république géorgienne
La révolution d'Octobre de 1917 fut perçue par les mencheviks géorgiens, dirigés par Noé Jordania, comme une rupture des liens entre la Russie et l'Europe. Lorsqu'ils proclament la république démocratique de Géorgie le 26 mai 1918, ils considèrent cette décision comme une fatalité face à l'évolution des réalités géopolitiques.
Alors que le nouvel État faisait face à une série de défis nationaux et internationaux, la direction internationaliste du Parti social-démocrate s'est davantage concentrée sur des problèmes nationaux plus étroits,. Avec cette réorientation vers une forme de nationalisme, la république géorgienne est devenue un « hybride nationaliste/socialiste ». Les efforts du gouvernement pour rendre l'éducation et l'administration plus géorgiennes ont suscité des protestations de la part des minorités ethniques, exacerbées par les difficultés économiques et exploitées à des fins politiques par les bolcheviks opposés à la souveraineté du pays. La réaction du gouvernement face à la dissidence, y compris parmi les minorités ethniques telles que les Abkhazes et les Ossètes, a été souvent violente et excessive. La décision de recourir à des solutions militaires a été motivée par des préoccupations de sécurité plutôt que par la volonté de régler des différends ethniques. Globalement, les mencheviks géorgiens ne se sont pas tournés vers l'autoritarisme et la terreur. Toutefois, les événements de cette époque ont joué un rôle important en renforçant les stéréotypes de toutes les parties impliquées dans les conflits ethniques en Géorgie,.

### Géorgie soviétique
Après l'invasion de la Géorgie par l'Armée rouge et sa soviétisation en 1921, suivie de la répression d'une rébellion armée contre le nouveau régime en 1924, de nombreux intellectuels nationalistes de premier plan s'exilèrent en Europe. En Union soviétique, le nationalisme géorgien s'est réorienté vers la culture et s'est concentré sur la langue, la promotion de l'éducation, la protection des monuments anciens, la littérature, le cinéma et le sport. Toute manifestation ouverte de nationalisme local a été réprimée par l'État soviétique, mais celui-ci a fourni des cadres culturels et, dans le cadre de sa politique d'indigénisation, a aidé à institutionnaliser les Géorgiens en tant que « nationalité titulaire » dans la République socialiste soviétique de Géorgie, permettant ainsi à la Géorgie de développer sa propre élite communiste nationale et son intelligentsia culturelle,. Ainsi, en maintenant le nationalisme géorgien au centre de ses préoccupations culturelles, le régime soviétique a pu l'empêcher de devenir un mouvement politique jusqu'à la période de la perestroïka, dans les années 1980.
La fin des années 1970 a vu une réémergence du nationalisme géorgien, qui s'est heurté au pouvoir soviétique. Des plans de révision du statut du géorgien en tant que langue officielle de la Géorgie soviétique ont été élaborés au Kremlin au début de 1978, mais après une opposition publique féroce et sans précédent, le gouvernement central soviétique a abandonné ces plans. Dans le même temps, il a également abandonné des projets de révision analogues pour les langues officielles des RSS d'Arménie et d'Azerbaïdjan.
Le nationalisme géorgien fut finalement plus toléré pendant les années de déclin de l'URSS en raison de la politique de la glasnost de Mikhaïl Gorbatchev. Le gouvernement soviétique a tenté de contrer le mouvement indépendantiste géorgien au début des années 1990 en promettant une plus grande décentralisation de Moscou.